# Гото (город)
Гото (яп. 五島市 Гото:-си) — город в Японии, находящийся в префектуре Нагасаки. Площадь города составляет 420,87 км², население — 38 006 человек (1 июля 2014), плотность населения — 90,30 чел./км².

## Географическое положение
Город расположен на острове Гото в префектуре Нагасаки региона Кюсю. С ним граничит посёлок Синкамигото.

## Население
Население города составляет 38 006 человек (1 июля 2014), а плотность — 90,30 чел./км². Изменение численности населения с 1980 по 2005 годы:
| 1980 | 60 947 чел. |  |
| 1985 | 57 736 чел. |  |
| 1990 | 54 143 чел. |  |
| 1995 | 51 295 чел. |  |
| 2000 | 48 533 чел. |  |
| 2005 | 44 765 чел. |  |

## Символика
Птицей города считается Zosterops japonicus.